# Armando Rodríguez Cervantes
Armando Rodríguez Cervantes (Ciudad de México, 18 de abril de 1974) es un abogado, escritor y divulgador de conocimiento de origen mexicano. Es nieto del jurista Raúl Cervantes Ahumada, maestro emérito de la UNAM y una leyenda en el mundo jurídico, a nivel internacional.

## Trayectoria profesional
Inició su carrera como abogado en despachos privados, entre ellos la Firma internacional Deloitte. Años después se desempeñó en la Oficina del Abogado General de la UNAM. A lo largo de más de dos décadas, ha ejercido su profesión lo mismo en el ámbito privado que en el público. 
En el servicio público, con apenas 31 años de edad fue nombrado delegado federal de la Condusefen Yucatán, de 2006 a 2007, siendo entonces el más joven de los delegados federales en ese estado, y de ese organismo en el país. Ese mismo año fue designado director de operación a nivel nacional y posteriormente, titular de la dirección de asuntos jurídicos, en el actual Instituto Nacional del Suelo Sustentable, en el cual sirvió de 2007 a 2010.
De 2011 a 2012 se desempeñó como coordinador de asesores de uno de los grupos parlamentarios en el Congreso de la Ciudad de México (entonces Asamblea Legislativa de la Ciudad de México), y de 2013 a 2015 fungió como director de la Fundación Adolfo Christlieb Ibarrola, desde donde promovió una agenda para democratizar a la Ciudad de México, lo que culminó con la presentación formal por parte de uno de los grupos Legislativos en la Cámara de Diputados (México), de una iniciativa de reforma constitucional del entonces Distrito Federal, que él redactó, en 2013. Algunas de esas propuestas, están reflejadas en la reforma finalmente aprobada, en 2014.
Entre 2016 y 2022 fue abogado general, investigador, y coordinador de investigaciones de la Fundación Rafael Preciado, un tanque de pensamiento (think tank) humanista, generador de ideas y de proyectos en temas jurídicos, legislativos, políticos, económicos, de política pública y de asuntos internacionales.
En la actualidad se dedica a actividades de carácter privado.

## Formación académica
Es egresado de la Facultad de Derecho de la UNAM, de donde se recibió como Licenciado en Derecho en 2002, con la tesis «Análisis constitucional de la Ley de Fiscalización Superior de la Federación a la luz de la autonomía universitaria: potestad y límites a la actuación fiscalizadora del Estado en la Universidad Nacional Autónoma de México». La tesis obtuvo reconocimiento por parte de la Auditoría Superior de la Federación, dentro de su Segundo Certamen Nacional de Ensayo sobre Fiscalización Superior y Rendición de Cuentas en 2002, y fue finalista en el Certamen Nacional de Ensayo sobre Transparencia y Combate a la Corrupción en México, organizado por la UNAM y por la Secretaría de la Función Pública en 2003.
En 2007, obtuvo Mención Honorífica en el examen de grado que sustentó para obtener la Especialización en Derecho Administrativo, por la División de Estudios de Posgrado de la Facultad de Derecho de la UNAM.
Por su parte, en 2011 la Universidad Anáhuac le otorgó Mención Honorífica por obtener el promedio más alto de su generación en la Maestría en Administración Pública. 
Ha efectuado también estudios de Doctorado, así como cursado diversos diplomados especializados en el ámbito del análisis estratégico internacional y en el derecho de las tecnologías de la información y la comunicación; áreas en las que se ha especializado en los últimos años.

## Conferencista e investigador internacional

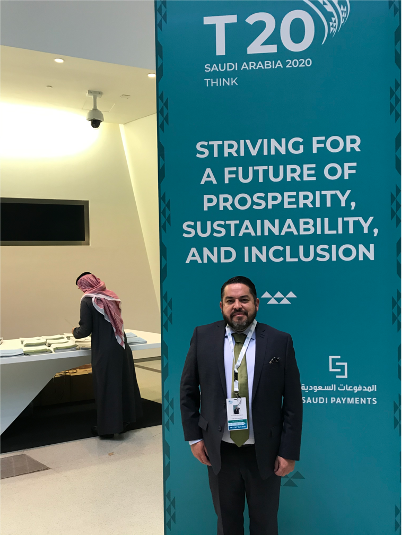
Representando a México en la Cumbre de asesores del G20 (T20), en Arabia Saudita.

En julio de 2016, impartió en Honduras una conferencia sobre alianzas partidistas y parlamentarias, en representación de México. Al encuentro, denominado IV Jornada CentroameriKAS, asistieron representantes de partidos políticos humanistas y demócrata cristianos de varios países de América Latina.
En septiembre de 2018, en la Ciudad de Montevideo, representó a México como ponente en la Sexta Cumbre Latinoamericana de Think Tanks (LATTS), con una ponencia sobre las elecciones presidenciales y el auge del populismo en América Latina. Ese mismo año acudió a la ciudad de Buenos Aires como parte de la delegación mexicana a la Cumbre Think 20 (T20), grupo asesor encargado de desarrollar investigaciones y en generar recomendaciones en los procesos de elaboración de políticas del G20 (el Grupo de los 20). Fue invitado a participar en la sesión 2019 de dicho grupo, en la Ciudad de Bogotá, así como también en la edición 2020, que a causa de la pandemia se llevó a cabo en septiembre de ese año, en formato webinar. Bajo ese mismo modelo, fue invitado a participar en octubre del mismo año, en el llamado global por las ideas, la innovación y la acción, que hizo la ONU a los think tanks del mundo, con motivo del 75 aniversario de la organización.
A inicios de 2019 en la ciudad de Washington D. C., fue invitado a participar en el seminario de expertos latinoamericanos denominado "Globalization, Social Cohesion and the Rise of Populism – Lessons from Latin America". Su ponencia fue sobre las tendencias populistas en América Latina, con un análisis en torno a la región.
En enero de 2020 fue invitado a sumarse al equipo de asesores del G20, en Arabia Saudita. Como tal, participó en las sesiones de trabajo del T20 (Think Tank 20), en la ciudad de Riad, como miembro del Task Force de investigadores y académicos de todo el mundo, en la elaboración de la propuesta sobre el "El Futuro del Multilateralismo y la Gobernanza Global". Fue el único mexicano presente en ese grupo. El documento fue entregado a los Jefes de Estado del G20 en el encuentro que sostuvieron en la Cumbre del G20, los días 21 y 22 de noviembre de 2020, vía webinar, pero con sede formal en la ciudad de Riad. Como consecuencia de la contingencia mundial por el COVID-19, el G20 agregó un Task Force sobre los retos globales ante esta pandemia, en cuyo trabajo participó en junio de ese año, vía webinar. El grupo trabajó en el análisis y generación de recomendaciones de política pública para un mundo post-COVID-19.

## Profesor universitario
Entre 2016 y 2023 fue profesor en la Facultad de Derecho de la Universidad Anáhuac México. En esa Casa de Estudios impartió materias relativas a los sistemas jurídicos en el ámbito internacional; al funcionamiento del gobierno de México; la ética para abogados, y la teoría del Estado, entre otras. En la misma Universidad impartió clases de teoría política en la Facultad de Estudios Globales, y fue también juez en un concurso internacional de Derecho en el que esa Universidad fue parte, en conjunto con la Universidad de Houston.
Ha impartido conferencias en universidades y foros académicos en México y en el extranjero, sobre temas relacionados con el Derecho, el gobierno, la administración, las políticas públicas y el acontecer nacional e internacional. Además de difundir tales temas a través de diversos medios, como lo hizo en 2022 con la publicación de su primer libro, o bien con su incursión en el mundo digital como podcaster, con esos y otros temas de interés general.
Durante sus años como profesor universitario, la Universidad Anáhuac le entregó reconocimientos de excelencia docente, por destacar en su labor como profesor en la Facultad de Derecho, y sus alumnos lo reconocieron continuamente como uno de los mejores profesores de esa Facultad. Tras 7 años continuos de impartir ahí sus cátedras, al finalizar el curso en mayo de 2023, comunicó a sus alumnos que dejaría las aulas universitarias de la Universidad Anáhuac, para emprender nuevos proyectos.

## Divulgador de conocimiento
Armando Rodríguez es divulgador de temas jurídicos, geopolíticos y otros de interés general. Sobre esto último, incursionó como escritor en 2022, cuando publicó su libro "Los actores no estatales. Su influencia en el mundo y en México", a través de la plataforma digital Amazon, texto inédito en torno al poder e influencia de agentes de poder ajenos al gobierno. El 10 de abril de 2023 incursionó también como podcaster, en las principales plataformas digitales, entre ellas Spotify, Apple y Amazon Music, con "Las charlas del profesor", un podcast que aborda temas de derecho, gobierno, tecnología, y la sociedad, desde una perspectiva global. Su podcast es la continuación de sus cátedras universitarias, de las cuales nació.